# Martinus Sonck
Martinus Sonck, chiamato anche Maarten Sonck (Amsterdam (?), 1590 ca. – Anping, 1625), è stato un politico olandese, primo governatore dell'isola di Formosa, carica che ricoprì dal 1624 al 1625.
Sonck frequentò tra l'ottobre 1612 e il marzo 1616 l'università di Leida. Nel 1618 venne inviato a Batavia dalla Compagnia olandese delle Indie orientali in qualità di "advocaat-fiscaal" (procuratore distrettuale della colonia) arrivandovi nel 1619. Qui venne insignito del titolo di Governatore delle isole Banda. Nel 1623 venne richiamato a Batavia per rendere conto dell'eccessivo uso di munizioni per le salve di cannone (spese che dovrà coprire di tasca propria). Il 4 maggio 1624 l'amministrazione coloniale olandese decise di inviare Sonck a rimpiazzare Cornelis Reijersen come comandante dell'avamposto commerciale di Peng-hu, l'isola principale delle isole Penghu, ad ovest di Formosa. Queste isole, però, erano territorio cinese e, dopo un fallito accordo, il governatore Nan Juyi della provincia di Fujian inviò una flotta per attaccare Peng-hu nel luglio del 1624.
Il 1º agosto 1624 Sonck arrivò sulle isole Penghu a bordo della nave Zeelandia e il 25 agosto dovette sottostare alle pressioni cinesi, ritirando il suo contingente sull'isola di Formosa, dove fondò fort Zeelandia. L'avamposto militare divenne la principale base olandese sull'isola, nonché sede della colonia di Formosa.
Sonck mantenne la carica di governatore per solo un anno, in quanto annegò nella baia di Anping nell'agosto del 1625. Altre fonti, invece, riferiscono che il Governatore morì nel mese di dicembre. Dopo essere stato seppellito a fort Zeelandia, la sua carica passò a Gerard Frederikszoon de With.